# Lista över fornlämningar i Gotlands kommun (Lärbro)
Lista över fornlämningar i Gotlands kommun (Lärbro) är en förteckning av ett urval av de fornlämningar som finns i Lärbro i Gotlands kommun.
| Namn                          | Lämningstyp                      | Tillkomsttid | Historisk indelning | Plats | Läge                 | ID-nr          | Bild                                      |
| ----------------------------- | -------------------------------- | ------------ | ------------------- | ----- | -------------------- | -------------- | ----------------------------------------- |
| Lärbro 1:1                    | Stensättning                     |              | Lärbro, Gotland     |       | 57.736198, 18.798696 | 10095100010001 | Ladda upp en bild av detta fornminne      |
| Lärbro 3:1                    | Gravfält                         |              | Lärbro, Gotland     |       | 57.737459, 18.801071 | 10095100030001 | Ladda upp en bild av detta fornminne      |
| Lärbro 4:1                    | Stensättning                     |              | Lärbro, Gotland     |       | 57.738291, 18.791699 | 10095100040001 | Ladda upp en bild av detta fornminne      |
| Lärbro 4:2                    | Stensättning                     |              | Lärbro, Gotland     |       | 57.738387, 18.791763 | 10095100040002 | Ladda upp en bild av detta fornminne      |
| Lärbro 5:1                    | Hällristning                     |              | Lärbro, Gotland     |       | 57.752273, 18.800487 | 11100000000701 | Ladda upp en bild av detta fornminne      |
| Lärbro 6:1                    | Gravfält                         |              | Lärbro, Gotland     |       | 57.751370, 18.785915 | 10095100060001 | Ladda upp en bild av detta fornminne      |
| Lärbro 7:1                    | Röse                             |              | Lärbro, Gotland     |       | 57.750759, 18.785677 | 10095100070001 | Ladda upp en bild av detta fornminne      |
| Lärbro 8:1                    | Stensättning                     |              | Lärbro, Gotland     |       | 57.750281, 18.784436 | 10095100080001 | Ladda upp en bild av detta fornminne      |
| Lärbro 8:2                    | Stensättning                     |              | Lärbro, Gotland     |       | 57.750420, 18.784687 | 10095100080002 | Ladda upp en bild av detta fornminne      |
| Lärbro 8:3                    | Stensättning                     |              | Lärbro, Gotland     |       | 57.750588, 18.784811 | 10095100080003 | Ladda upp en bild av detta fornminne      |
| Lärbro 8:4                    | Röse                             |              | Lärbro, Gotland     |       | 57.750425, 18.785271 | 10095100080004 | Ladda upp en bild av detta fornminne      |
| Lärbro 9:1                    | Stensättning                     |              | Lärbro, Gotland     |       | 57.751016, 18.784678 | 10095100090001 | Ladda upp en bild av detta fornminne      |
| Lärbro 10:1                   | Husgrund, förhistorisk/medeltida |              | Lärbro, Gotland     |       | 57.750752, 18.776228 | 10095100100001 | Ladda upp en bild av detta fornminne      |
| Lärbro 12:1                   | Gravfält                         |              | Lärbro, Gotland     |       | 57.743050, 18.770842 | 10095100120001 | Ladda upp en bild av detta fornminne      |
| Lärbro 12:2                   | Stensättning                     |              | Lärbro, Gotland     |       | 57.742669, 18.771247 | 10095100120002 | Ladda upp en bild av detta fornminne      |
| Lärbro 12:3                   | Stensättning                     |              | Lärbro, Gotland     |       | 57.742756, 18.771309 | 10095100120003 | Ladda upp en bild av detta fornminne      |
| Lärbro 13:1                   | Gravfält                         |              | Lärbro, Gotland     |       | 57.745147, 18.771380 | 10095100130001 | Ladda upp en bild av detta fornminne      |
| Lärbro 14:1                   | Husgrund, förhistorisk/medeltida |              | Lärbro, Gotland     |       | 57.744488, 18.772521 | 10095100140001 | Ladda upp en bild av detta fornminne      |
| Lärbro 14:5                   | Husgrund, historisk tid          |              | Lärbro, Gotland     |       | 57.744970, 18.773558 | 10095100140005 | Ladda upp en bild av detta fornminne      |
| Lärbro 15:1                   | Husgrund, förhistorisk/medeltida |              | Lärbro, Gotland     |       | 57.747281, 18.780607 | 10095100150001 | Ladda upp en bild av detta fornminne      |
| Lärbro 17:1                   | Fornborg                         |              | Lärbro, Gotland     |       | 57.746348, 18.782041 | 10095100170001 | Ladda upp en bild av detta fornminne      |
| Lärbro 17:2                   | Röse                             |              | Lärbro, Gotland     |       | 57.746144, 18.781880 | 10095100170002 | Ladda upp en bild av detta fornminne      |
| Lärbro 17:3                   | Stensättning                     |              | Lärbro, Gotland     |       | 57.746043, 18.782563 | 10095100170003 | Ladda upp en bild av detta fornminne      |
| Lärbro 17:4                   | Stensättning                     |              | Lärbro, Gotland     |       | 57.746158, 18.782729 | 10095100170004 | Ladda upp en bild av detta fornminne      |
| Lärbro 18:1                   | Stensättning                     |              | Lärbro, Gotland     |       | 57.740567, 18.782891 | 10095100180001 | Ladda upp en bild av detta fornminne      |
| Lärbro 18:2                   | Stensättning                     |              | Lärbro, Gotland     |       | 57.740540, 18.782587 | 10095100180002 | Ladda upp en bild av detta fornminne      |
| Lärbro 19:1                   | Stensättning                     |              | Lärbro, Gotland     |       | 57.741978, 18.781839 | 10095100190001 | Ladda upp en bild av detta fornminne      |
| Lärbro 19:2                   | Stensättning                     |              | Lärbro, Gotland     |       | 57.742341, 18.782104 | 10095100190002 | Ladda upp en bild av detta fornminne      |
| Lärbro 19:3                   | Stensättning                     |              | Lärbro, Gotland     |       | 57.741826, 18.781866 | 10095100190003 | Ladda upp en bild av detta fornminne      |
| Lärbro 21:1                   | Stensättning                     |              | Lärbro, Gotland     |       | 57.754476, 18.758806 | 10095100210001 | Ladda upp en bild av detta fornminne      |
| Lärbro 22:1                   | Stensättning                     |              | Lärbro, Gotland     |       | 57.755862, 18.770771 | 10095100220001 | Ladda upp en bild av detta fornminne      |
| Lärbro 22:2                   | Stenkrets                        |              | Lärbro, Gotland     |       | 57.755783, 18.770979 | 10095100220002 | Ladda upp en bild av detta fornminne      |
| Lärbro 22:3                   | Stensättning                     |              | Lärbro, Gotland     |       | 57.755543, 18.770997 | 10095100220003 | Ladda upp en bild av detta fornminne      |
| Lärbro 22:4                   | Stensättning                     |              | Lärbro, Gotland     |       | 57.755127, 18.771089 | 10095100220004 | Ladda upp en bild av detta fornminne      |
| Lärbro 23:1                   | Stensättning                     |              | Lärbro, Gotland     |       | 57.755723, 18.769096 | 10095100230001 | Ladda upp en bild av detta fornminne      |
| Lärbro 23:2                   | Stensättning                     |              | Lärbro, Gotland     |       | 57.755532, 18.769055 | 10095100230002 | Ladda upp en bild av detta fornminne      |
| Lärbro 24:1                   | Gravfält                         |              | Lärbro, Gotland     |       | 57.751906, 18.805026 | 10095100240001 | Ladda upp en bild av detta fornminne      |
| Lärbro 26:1                   | Stensättning                     |              | Lärbro, Gotland     |       | 57.752003, 18.808141 | 10095100260001 | Ladda upp en bild av detta fornminne      |
| Lärbro 27:1                   | Stensättning                     |              | Lärbro, Gotland     |       | 57.752616, 18.807917 | 10095100270001 | Ladda upp en bild av detta fornminne      |
| Lärbro 28:1                   | Hällristning                     |              | Lärbro, Gotland     |       | 57.746769, 18.810001 | 11100000000702 | Ladda upp en bild av detta fornminne      |
| Lärbro 28:2                   | Hällristning                     |              | Lärbro, Gotland     |       | 57.746710, 18.810158 | 11100000000703 | Ladda upp en bild av detta fornminne      |
| Lärbro 29:1                   | Hällristning                     |              | Lärbro, Gotland     |       | 57.746551, 18.809667 | 11100000000704 | Ladda upp en bild av detta fornminne      |
| Lärbro 29:2                   | Hällristning                     |              | Lärbro, Gotland     |       | 57.746478, 18.809392 | 11100000000705 | Ladda upp en bild av detta fornminne      |
| Lärbro 29:3                   | Hällristning                     |              | Lärbro, Gotland     |       | 57.746514, 18.809890 | 11100000000706 | Ladda upp en bild av detta fornminne      |
| Lärbro 30:1                   | Stensättning                     |              | Lärbro, Gotland     |       | 57.745821, 18.842469 | 10095100300001 | Ladda upp en bild av detta fornminne      |
| Lärbro 32:1                   | Husgrund, förhistorisk/medeltida |              | Lärbro, Gotland     |       | 57.746321, 18.851097 | 10095100320001 | Ladda upp en bild av detta fornminne      |
| Lärbro 34:1                   | Röse                             |              | Lärbro, Gotland     |       | 57.746582, 18.866078 | 10095100340001 | Ladda upp en bild av detta fornminne      |
| Lärbro 34:2                   | Husgrund, förhistorisk/medeltida |              | Lärbro, Gotland     |       | 57.746908, 18.865979 | 10095100340002 | Ladda upp en bild av detta fornminne      |
| Lärbro 35:1                   | Stensättning                     |              | Lärbro, Gotland     |       | 57.746079, 18.866878 | 10095100350001 | Ladda upp en bild av detta fornminne      |
| Lärbro 35:2                   | Stensättning                     |              | Lärbro, Gotland     |       | 57.746222, 18.866500 | 10095100350002 | Ladda upp en bild av detta fornminne      |
| Lärbro 36:1                   | Gravfält                         |              | Lärbro, Gotland     |       | 57.745431, 18.868216 | 10095100360001 | Ladda upp en bild av detta fornminne      |
| Lärbro 36:2                   | Stensättning                     |              | Lärbro, Gotland     |       | 57.745039, 18.868536 | 10095100360002 | Ladda upp en bild av detta fornminne      |
| Lärbro 37:1                   | Stensättning                     |              | Lärbro, Gotland     |       | 57.740812, 18.860435 | 10095100370001 | Ladda upp en bild av detta fornminne      |
| Lärbro 37:2                   | Röse                             |              | Lärbro, Gotland     |       | 57.741011, 18.860205 | 10095100370002 | Ladda upp en bild av detta fornminne      |
| Lärbro 38:1                   | Stensättning                     |              | Lärbro, Gotland     |       | 57.741251, 18.858327 | 10095100380001 | Ladda upp en bild av detta fornminne      |
| Lärbro 39:1                   | Röse                             |              | Lärbro, Gotland     |       | 57.741309, 18.857374 | 10095100390001 | Ladda upp en bild av detta fornminne      |
| Lärbro 40:1                   | Röse                             |              | Lärbro, Gotland     |       | 57.741720, 18.859736 | 10095100400001 | Ladda upp en bild av detta fornminne      |
| Lärbro 40:2                   | Grav övrig                       |              | Lärbro, Gotland     |       | 57.742027, 18.858993 | 10095100400002 | Ladda upp en bild av detta fornminne      |
| Lärbro 41:1                   | Gravfält                         |              | Lärbro, Gotland     |       | 57.742613, 18.853487 | 10095100410001 | Ladda upp en bild av detta fornminne      |
| Lärbro 42:1                   | Stensättning                     |              | Lärbro, Gotland     |       | 57.742194, 18.856921 | 10095100420001 | Ladda upp en bild av detta fornminne      |
| Lärbro 43:1                   | Husgrund, förhistorisk/medeltida |              | Lärbro, Gotland     |       | 57.742527, 18.856998 | 10095100430001 | Ladda upp en bild av detta fornminne      |
| Lärbro 44:1                   | Röse                             |              | Lärbro, Gotland     |       | 57.744493, 18.855662 | 10095100440001 | Ladda upp en bild av detta fornminne      |
| Lärbro 46:1                   | Gravfält                         |              | Lärbro, Gotland     |       | 57.743763, 18.852970 | 10095100460001 | Ladda upp en bild av detta fornminne      |
| Lärbro 47:1                   | Stensättning                     |              | Lärbro, Gotland     |       | 57.745345, 18.859063 | 10095100470001 | Ladda upp en bild av detta fornminne      |
| Lärbro 47:2                   | Stensättning                     |              | Lärbro, Gotland     |       | 57.745249, 18.858697 | 10095100470002 | Ladda upp en bild av detta fornminne      |
| Lärbro 48:1                   | Husgrund, förhistorisk/medeltida |              | Lärbro, Gotland     |       | 57.746910, 18.857533 | 10095100480001 | Ladda upp en bild av detta fornminne      |
| Lärbro 49:1                   | Husgrund, förhistorisk/medeltida |              | Lärbro, Gotland     |       | 57.744145, 18.850199 | 10095100490001 | Ladda upp en bild av detta fornminne      |
| Lärbro 50:1                   | Husgrund, förhistorisk/medeltida |              | Lärbro, Gotland     |       | 57.745078, 18.848852 | 10095100500001 | Ladda upp en bild av detta fornminne      |
| Lärbro 52:1                   | Stensättning                     |              | Lärbro, Gotland     |       | 57.734382, 18.846014 | 10095100520001 | Ladda upp en bild av detta fornminne      |
| Lärbro 52:2                   | Stensättning                     |              | Lärbro, Gotland     |       | 57.734417, 18.846224 | 10095100520002 | Ladda upp en bild av detta fornminne      |
| Lärbro 53:1                   | Hällristning                     |              | Lärbro, Gotland     |       | 57.743599, 18.838740 | 11100000000713 | Ladda upp en bild av detta fornminne      |
| Lärbro 55:1                   | Husgrund, förhistorisk/medeltida |              | Lärbro, Gotland     |       | 57.749721, 18.846760 | 11000000001978 | Ladda upp en bild av detta fornminne      |
| Lärbro 56:1                   | Gravfält                         |              | Lärbro, Gotland     |       | 57.757552, 18.850406 | 10095100560001 | Ladda upp en bild av detta fornminne      |
| Lärbro 57:1                   | Stensättning                     |              | Lärbro, Gotland     |       | 57.756807, 18.851364 | 10095100570001 | Ladda upp en bild av detta fornminne      |
| Lärbro 58:1                   | Stensättning                     |              | Lärbro, Gotland     |       | 57.756384, 18.850722 | 10095100580001 | Ladda upp en bild av detta fornminne      |
| Lärbro 59:1                   | Husgrund, förhistorisk/medeltida |              | Lärbro, Gotland     |       | 57.755537, 18.854294 | 10095100590001 | Ladda upp en bild av detta fornminne      |
| Lärbro 60:1                   | Gravfält                         |              | Lärbro, Gotland     |       | 57.764894, 18.852718 | 10095100600001 | Ladda upp en bild av detta fornminne      |
| Lärbro 61:1                   | Stensättning                     |              | Lärbro, Gotland     |       | 57.765382, 18.852472 | 10095100610001 | Ladda upp en bild av detta fornminne      |
| Lärbro 61:2                   | Stensättning                     |              | Lärbro, Gotland     |       | 57.765448, 18.852549 | 10095100610002 | Ladda upp en bild av detta fornminne      |
| Lärbro 62:1                   | Stensättning                     |              | Lärbro, Gotland     |       | 57.759156, 18.847542 | 10095100620001 | Ladda upp en bild av detta fornminne      |
| Lärbro 62:2                   | Stensättning                     |              | Lärbro, Gotland     |       | 57.759095, 18.847680 | 10095100620002 | Ladda upp en bild av detta fornminne      |
| Lärbro 63:1                   | Gravfält                         |              | Lärbro, Gotland     |       | 57.758207, 18.848875 | 10095100630001 | Ladda upp en bild av detta fornminne      |
| Lärbro 64:1                   | Stensättning                     |              | Lärbro, Gotland     |       | 57.760346, 18.843662 | 10095100640001 | Ladda upp en bild av detta fornminne      |
| Lärbro 65:1                   | Gravfält                         |              | Lärbro, Gotland     |       | 57.767592, 18.845623 | 10095100650001 | Ladda upp en bild av detta fornminne      |
| Lärbro 66:1                   | Fornborg                         |              | Lärbro, Gotland     |       | 57.767358, 18.848159 | 10095100660001 | Ladda upp en bild av detta fornminne      |
| Lärbro 66:2                   | Gravfält                         |              | Lärbro, Gotland     |       | 57.767353, 18.848153 | 10095100660002 | Ladda upp en bild av detta fornminne      |
| Lärbro 69:1                   | Röse                             |              | Lärbro, Gotland     |       | 57.771692, 18.829550 | 10095100690001 | Ladda upp en bild av detta fornminne      |
| Lärbro 69:2                   | Stensättning                     |              | Lärbro, Gotland     |       | 57.771811, 18.829738 | 10095100690002 | Ladda upp en bild av detta fornminne      |
| Lärbro 70:1                   | Stensättning                     |              | Lärbro, Gotland     |       | 57.759848, 18.819289 | 10095100700001 | Ladda upp en bild av detta fornminne      |
| Lärbro 71:1                   | Stensättning                     |              | Lärbro, Gotland     |       | 57.761912, 18.818222 | 10095100710001 | Ladda upp en bild av detta fornminne      |
| Lärbro 72:1                   | Stensättning                     |              | Lärbro, Gotland     |       | 57.766300, 18.820081 | 10095100720001 | Ladda upp en bild av detta fornminne      |
| Lärbro 73:1                   | Husgrund, förhistorisk/medeltida |              | Lärbro, Gotland     |       | 57.769697, 18.821800 | 10095100730001 | Ladda upp en bild av detta fornminne      |
| Lärbro 74:1                   | Husgrund, förhistorisk/medeltida |              | Lärbro, Gotland     |       | 57.769219, 18.822703 | 10095100740001 | Ladda upp en bild av detta fornminne      |
| Lärbro 74:2                   | Husgrund, förhistorisk/medeltida |              | Lärbro, Gotland     |       | 57.768760, 18.822476 | 10095100740002 | Ladda upp en bild av detta fornminne      |
| Lärbro 75:1                   | Husgrund, förhistorisk/medeltida |              | Lärbro, Gotland     |       | 57.771722, 18.824232 | 11000000001989 | Ladda upp en bild av detta fornminne      |
| Lärbro 75:2                   | Husgrund, förhistorisk/medeltida |              | Lärbro, Gotland     |       | 57.772050, 18.824492 | 11000000001990 | Ladda upp en bild av detta fornminne      |
| Lärbro 76:1                   | Stensättning                     |              | Lärbro, Gotland     |       | 57.773587, 18.822870 | 10095100760001 | Ladda upp en bild av detta fornminne      |
| Lärbro 77:1                   | Stensättning                     |              | Lärbro, Gotland     |       | 57.773329, 18.824182 | 10095100770001 | Ladda upp en bild av detta fornminne      |
| Lärbro 77:2                   | Stenkistgrav                     |              | Lärbro, Gotland     |       | 57.773364, 18.824026 | 10095100770002 | Ladda upp en bild av detta fornminne      |
| Lärbro 78:1                   | Gravfält                         |              | Lärbro, Gotland     |       | 57.775277, 18.826059 | 10095100780001 | Ladda upp en bild av detta fornminne      |
| Lärbro 79:1                   | Röse                             |              | Lärbro, Gotland     |       | 57.768799, 18.825333 | 10095100790001 | Ladda upp en bild av detta fornminne      |
| Lärbro 79:3                   | Stensättning                     |              | Lärbro, Gotland     |       | 57.769230, 18.824867 | 10095100790003 | Ladda upp en bild av detta fornminne      |
| Lärbro 80:1                   | Gravfält                         |              | Lärbro, Gotland     |       | 57.769809, 18.824778 | 10095100800001 | Ladda upp en bild av detta fornminne      |
| Lärbro 80:2                   | Husgrund, förhistorisk/medeltida |              | Lärbro, Gotland     |       | 57.769851, 18.824193 | 11000000001997 | Ladda upp en bild av detta fornminne      |
| Lärbro 81:1                   | Hällristning                     |              | Lärbro, Gotland     |       | 57.768773, 18.824763 | 11100000000714 | Ladda upp en bild av detta fornminne      |
| Lärbro 81:2                   | Husgrund, historisk tid          |              | Lärbro, Gotland     |       | 57.768286, 18.824861 | 10095100810002 | Ladda upp en bild av detta fornminne      |
| Lärbro 82:1                   | Hällristning                     |              | Lärbro, Gotland     |       | 57.758586, 18.815145 | 11100000000715 | Ladda upp en bild av detta fornminne      |
| Lärbro 82:2                   | Hällristning                     |              | Lärbro, Gotland     |       | 57.758642, 18.815034 | 11100000000716 | Ladda upp en bild av detta fornminne      |
| Lärbro 82:3                   | Hällristning                     |              | Lärbro, Gotland     |       | 57.758642, 18.815034 | 11100000000717 | Ladda upp en bild av detta fornminne      |
| Lärbro 82:4                   | Hällristning                     |              | Lärbro, Gotland     |       | 57.758642, 18.815034 | 11100000000718 | Ladda upp en bild av detta fornminne      |
| Lärbro 82:5                   | Hällristning                     |              | Lärbro, Gotland     |       | 57.758642, 18.815034 | 11100000000719 | Ladda upp en bild av detta fornminne      |
| Lärbro 83:1                   | Stensättning                     |              | Lärbro, Gotland     |       | 57.760452, 18.823752 | 10095100830001 | Ladda upp en bild av detta fornminne      |
| Lärbro 83:2                   | Stensättning                     |              | Lärbro, Gotland     |       | 57.760676, 18.823662 | 10095100830002 | Ladda upp en bild av detta fornminne      |
| Lärbro 83:3                   | Stensättning                     |              | Lärbro, Gotland     |       | 57.760740, 18.823203 | 10095100830003 | Ladda upp en bild av detta fornminne      |
| Lärbro 83:4                   | Stensättning                     |              | Lärbro, Gotland     |       | 57.760601, 18.823367 | 10095100830004 | Ladda upp en bild av detta fornminne      |
| Lärbro 85:1                   | Gravfält                         |              | Lärbro, Gotland     |       | 57.765779, 18.833114 | 10095100850001 | Ladda upp en bild av detta fornminne      |
| Lärbro 88:1                   | Fornborg                         |              | Lärbro, Gotland     |       | 57.763681, 18.829154 | 10095100880001 | Ladda upp en bild av detta fornminne      |
| Lärbro 88:2                   | Stensättning                     |              | Lärbro, Gotland     |       | 57.763676, 18.828763 | 10095100880002 | Ladda upp en bild av detta fornminne      |
| Lärbro 89:1                   | Stensättning                     |              | Lärbro, Gotland     |       | 57.774783, 18.838887 | 10095100890001 | Ladda upp en bild av detta fornminne      |
| Lärbro 89:2                   | Stensättning                     |              | Lärbro, Gotland     |       | 57.774727, 18.838681 | 10095100890002 | Ladda upp en bild av detta fornminne      |
| Lärbro 89:3                   | Stensättning                     |              | Lärbro, Gotland     |       | 57.774689, 18.838583 | 10095100890003 | Ladda upp en bild av detta fornminne      |
| Lärbro 89:4                   | Stensättning                     |              | Lärbro, Gotland     |       | 57.774693, 18.838392 | 10095100890004 | Ladda upp en bild av detta fornminne      |
| Lärbro 90:1                   | Röse                             |              | Lärbro, Gotland     |       | 57.775091, 18.839755 | 10095100900001 | Ladda upp en bild av detta fornminne      |
| Lärbro 90:2                   | Stensättning                     |              | Lärbro, Gotland     |       | 57.774993, 18.839412 | 10095100900002 | Ladda upp en bild av detta fornminne      |
| Lärbro 91:1                   | Stensättning                     |              | Lärbro, Gotland     |       | 57.775800, 18.847860 | 10095100910001 | Ladda upp en bild av detta fornminne      |
| Lärbro 91:2                   | Stensättning                     |              | Lärbro, Gotland     |       | 57.775656, 18.847807 | 10095100910002 | Ladda upp en bild av detta fornminne      |
| Lärbro 91:3                   | Stensättning                     |              | Lärbro, Gotland     |       | 57.775692, 18.847659 | 10095100910003 | Ladda upp en bild av detta fornminne      |
| Lärbro 92:1                   | Stensättning                     |              | Lärbro, Gotland     |       | 57.776510, 18.840973 | 10095100920001 | Ladda upp en bild av detta fornminne      |
| Lärbro 92:2                   | Stensättning                     |              | Lärbro, Gotland     |       | 57.776528, 18.841126 | 10095100920002 | Ladda upp en bild av detta fornminne      |
| Lärbro 93:1                   | Stensättning                     |              | Lärbro, Gotland     |       | 57.776239, 18.839502 | 10095100930001 | Ladda upp en bild av detta fornminne      |
| Lärbro 94:1                   | Röse                             |              | Lärbro, Gotland     |       | 57.770901, 18.827917 | 10095100940001 | Ladda upp en bild av detta fornminne      |
| Lärbro 96:1                   | Gravfält                         |              | Lärbro, Gotland     |       | 57.779129, 18.841526 | 10095100960001 | Ladda upp en bild av detta fornminne      |
| Lärbro 96:2                   | Stensättning                     |              | Lärbro, Gotland     |       | 57.778627, 18.840958 | 10095100960002 | Ladda upp en bild av detta fornminne      |
| Lärbro 97:1                   | Gravfält                         |              | Lärbro, Gotland     |       | 57.781842, 18.849484 | 10095100970001 | Ladda upp en bild av detta fornminne      |
| Lärbro 99:1                   | Husgrund, förhistorisk/medeltida |              | Lärbro, Gotland     |       | 57.783009, 18.855682 | 10095100990001 | Ladda upp en bild av detta fornminne      |
| Lärbro 99:2                   | Husgrund, förhistorisk/medeltida |              | Lärbro, Gotland     |       | 57.783237, 18.856143 | 10095100990002 | Ladda upp en bild av detta fornminne      |
| Lärbro 100:1                  | Röse                             |              | Lärbro, Gotland     |       | 57.805440, 18.784001 | 10095101000001 | Ladda upp en bild av detta fornminne      |
| Lärbro 101:1                  | Röse                             |              | Lärbro, Gotland     |       | 57.803997, 18.786063 | 10095101010001 | Ladda upp en bild av detta fornminne      |
| Lärbro 102:1                  | Stensättning                     |              | Lärbro, Gotland     |       | 57.803213, 18.787260 | 10095101020001 | Ladda upp en bild av detta fornminne      |
| Lärbro 103:1                  | Stensättning                     |              | Lärbro, Gotland     |       | 57.794769, 18.784187 | 10095101030001 | Ladda upp en bild av detta fornminne      |
| Lärbro 104:1                  | Gravfält                         |              | Lärbro, Gotland     |       | 57.792876, 18.781957 | 10095101040001 | Ladda upp en bild av detta fornminne      |
| Lärbro 104:2                  | Stensättning                     |              | Lärbro, Gotland     |       | 57.792445, 18.781710 | 10095101040002 | Ladda upp en bild av detta fornminne      |
| Lärbro 104:3                  | Stensättning                     |              | Lärbro, Gotland     |       | 57.792302, 18.781773 | 10095101040003 | Ladda upp en bild av detta fornminne      |
| Lärbro 106:1                  | Gravfält                         |              | Lärbro, Gotland     |       | 57.796222, 18.774070 | 10095101060001 | Ladda upp en bild av detta fornminne      |
| Lärbro 107:1                  | Stensättning                     |              | Lärbro, Gotland     |       | 57.791255, 18.784520 | 10095101070001 | Ladda upp en bild av detta fornminne      |
| Lärbro 107:2                  | Husgrund, förhistorisk/medeltida |              | Lärbro, Gotland     |       | 57.791232, 18.784205 | 10095101070002 | Ladda upp en bild av detta fornminne      |
| Lärbro 108:1                  | Röse                             |              | Lärbro, Gotland     |       | 57.792763, 18.783185 | 11000000002009 | Ladda upp en bild av detta fornminne      |
| Lärbro 110:1                  | Röse                             |              | Lärbro, Gotland     |       | 57.800273, 18.782964 | 10095101100001 | Ladda upp en bild av detta fornminne      |
| Lärbro 111:1                  | Stensättning                     |              | Lärbro, Gotland     |       | 57.800377, 18.783707 | 10095101110001 | Ladda upp en bild av detta fornminne      |
| Lärbro 113:1                  | Röse                             |              | Lärbro, Gotland     |       | 57.797750, 18.783821 | 10095101130001 | Ladda upp en bild av detta fornminne      |
| Lärbro 114:1                  | Gravfält                         |              | Lärbro, Gotland     |       | 57.811456, 18.717387 | 10095101140001 | Ladda upp en till bild av detta fornminne |
| Lärbro 115:1                  | Röse                             |              | Lärbro, Gotland     |       | 57.812174, 18.717087 | 10095101150001 | Ladda upp en bild av detta fornminne      |
| Lärbro 115:2                  | Stensättning                     |              | Lärbro, Gotland     |       | 57.812244, 18.716857 | 10095101150002 | Ladda upp en bild av detta fornminne      |
| Lärbro 115:3                  | Stensättning                     |              | Lärbro, Gotland     |       | 57.812148, 18.716843 | 10095101150003 | Ladda upp en bild av detta fornminne      |
| Lärbro 116:1                  | Gravfält                         |              | Lärbro, Gotland     |       | 57.789725, 18.802826 | 10095101160001 | Ladda upp en bild av detta fornminne      |
| Lärbro 119:1                  | Gravfält                         |              | Lärbro, Gotland     |       | 57.790760, 18.804477 | 10095101190001 | Ladda upp en bild av detta fornminne      |
| Lärbro 120:1                  | Husgrund, förhistorisk/medeltida |              | Lärbro, Gotland     |       | 57.791520, 18.802952 | 10095101200001 | Ladda upp en bild av detta fornminne      |
| Lärbro 121:1                  | Husgrund, förhistorisk/medeltida |              | Lärbro, Gotland     |       | 57.792875, 18.802627 | 10095101210001 | Ladda upp en bild av detta fornminne      |
| Lärbro 121:2                  | Husgrund, förhistorisk/medeltida |              | Lärbro, Gotland     |       | 57.793001, 18.802316 | 10095101210002 | Ladda upp en bild av detta fornminne      |
| Lärbro 121:3                  | Husgrund, historisk tid          |              | Lärbro, Gotland     |       | 57.792470, 18.803202 | 10095101210003 | Ladda upp en bild av detta fornminne      |
| Lärbro 121:4                  | Grav markerad av sten/block      |              | Lärbro, Gotland     |       | 57.792553, 18.801924 | 10095101210004 | Ladda upp en bild av detta fornminne      |
| Lärbro 122:1                  | Hällristning                     |              | Lärbro, Gotland     |       | 57.792419, 18.805304 | 11100000000734 | Ladda upp en bild av detta fornminne      |
| Lärbro 122:2                  | Husgrund, förhistorisk/medeltida |              | Lärbro, Gotland     |       | 57.792321, 18.805271 | 10095101220002 | Ladda upp en bild av detta fornminne      |
| Lärbro 122:3                  | Hällristning                     |              | Lärbro, Gotland     |       | 57.792176, 18.805343 | 11100000000735 | Ladda upp en bild av detta fornminne      |
| Lärbro 122:5                  | Husgrund, förhistorisk/medeltida |              | Lärbro, Gotland     |       | 57.792827, 18.805522 | 10095101220005 | Ladda upp en bild av detta fornminne      |
| Lärbro 122:7                  | Stenkistgrav                     |              | Lärbro, Gotland     |       | 57.792967, 18.805493 | 10095101220007 | Ladda upp en bild av detta fornminne      |
| Lärbro 122:8                  | Brunn/kallkälla                  |              | Lärbro, Gotland     |       | 57.792960, 18.804739 | 10095101220008 | Ladda upp en bild av detta fornminne      |
| Lärbro 122:10                 | Husgrund, förhistorisk/medeltida |              | Lärbro, Gotland     |       | 57.793111, 18.804668 | 10095101220010 | Ladda upp en bild av detta fornminne      |
| Lärbro 123:1                  | Hällristning                     |              | Lärbro, Gotland     |       | 57.791590, 18.804472 | 11100000000736 | Ladda upp en bild av detta fornminne      |
| Lärbro 123:2                  | Hällristning                     |              | Lärbro, Gotland     |       | 57.791531, 18.804466 | 11100000000737 | Ladda upp en bild av detta fornminne      |
| Lärbro 124:1                  | Hällristning                     |              | Lärbro, Gotland     |       | 57.791070, 18.803082 | 11100000000738 | Ladda upp en bild av detta fornminne      |
| Lärbro 125:1                  | Röse                             |              | Lärbro, Gotland     |       | 57.801973, 18.806110 | 10095101250001 | Ladda upp en bild av detta fornminne      |
| Lärbro 125:2                  | Stensättning                     |              | Lärbro, Gotland     |       | 57.801778, 18.806037 | 10095101250002 | Ladda upp en bild av detta fornminne      |
| Lärbro 125:3                  | Stensättning                     |              | Lärbro, Gotland     |       | 57.801702, 18.806253 | 10095101250003 | Ladda upp en bild av detta fornminne      |
| Lärbro 125:4                  | Stensättning                     |              | Lärbro, Gotland     |       | 57.801850, 18.806265 | 10095101250004 | Ladda upp en bild av detta fornminne      |
| Lärbro 126:1                  | Stensättning                     |              | Lärbro, Gotland     |       | 57.803233, 18.806980 | 10095101260001 | Ladda upp en bild av detta fornminne      |
| Kauparveröset (Lärbro 127:1)  | Röse                             |              | Lärbro, Gotland     |       | 57.803923, 18.808801 | 10095101270001 | Ladda upp en till bild av detta fornminne |
| Lärbro 127:2                  | Stenkammargrav                   |              | Lärbro, Gotland     |       | 57.803777, 18.808728 | 10095101270002 | Ladda upp en bild av detta fornminne      |
| Lärbro 127:3                  | Röse                             |              | Lärbro, Gotland     |       | 57.804017, 18.809333 | 10095101270003 | Ladda upp en bild av detta fornminne      |
| Lärbro 130:1                  | Röse                             |              | Lärbro, Gotland     |       | 57.804782, 18.806645 | 10095101300001 | Ladda upp en bild av detta fornminne      |
| Lärbro 131:1                  | Stensättning                     |              | Lärbro, Gotland     |       | 57.804244, 18.807903 | 10095101310001 | Ladda upp en bild av detta fornminne      |
| Lärbro 132:1                  | Röse                             |              | Lärbro, Gotland     |       | 57.811237, 18.808380 | 10095101320001 | Ladda upp en bild av detta fornminne      |
| Lärbro 134:1                  | Stensättning                     |              | Lärbro, Gotland     |       | 57.813885, 18.812515 | 10095101340001 | Ladda upp en bild av detta fornminne      |
| Lärbro 135:1                  | Stensättning                     |              | Lärbro, Gotland     |       | 57.817866, 18.807583 | 10095101350001 | Ladda upp en bild av detta fornminne      |
| Lärbro 135:2                  | Stensättning                     |              | Lärbro, Gotland     |       | 57.817718, 18.807541 | 10095101350002 | Ladda upp en bild av detta fornminne      |
| Lärbro 135:3                  | Stensättning                     |              | Lärbro, Gotland     |       | 57.817680, 18.807817 | 10095101350003 | Ladda upp en bild av detta fornminne      |
| Lärbro 136:1                  | Gravfält                         |              | Lärbro, Gotland     |       | 57.822295, 18.809280 | 10095101360001 | Ladda upp en bild av detta fornminne      |
| Lärbro 137:1                  | Gravfält                         |              | Lärbro, Gotland     |       | 57.824288, 18.813469 | 10095101370001 | Ladda upp en bild av detta fornminne      |
| Lärbro 138:1                  | Stensättning                     |              | Lärbro, Gotland     |       | 57.823726, 18.815513 | 10095101380001 | Ladda upp en bild av detta fornminne      |
| Lärbro 138:2                  | Grav markerad av sten/block      |              | Lärbro, Gotland     |       | 57.823603, 18.815545 | 10095101380002 | Ladda upp en bild av detta fornminne      |
| Lärbro 138:3                  | Stensättning                     |              | Lärbro, Gotland     |       | 57.823622, 18.815709 | 10095101380003 | Ladda upp en bild av detta fornminne      |
| Lärbro 139:1                  | Stensättning                     |              | Lärbro, Gotland     |       | 57.823168, 18.820308 | 10095101390001 | Ladda upp en bild av detta fornminne      |
| Lärbro 139:2                  | Stensättning                     |              | Lärbro, Gotland     |       | 57.823309, 18.820289 | 10095101390002 | Ladda upp en bild av detta fornminne      |
| Lärbro 139:4                  | Stensättning                     |              | Lärbro, Gotland     |       | 57.823018, 18.820156 | 10095101390004 | Ladda upp en bild av detta fornminne      |
| Lärbro 142:1                  | Stensättning                     |              | Lärbro, Gotland     |       | 57.812871, 18.846295 | 10095101420001 | Ladda upp en bild av detta fornminne      |
| Lärbro 142:2                  | Stensättning                     |              | Lärbro, Gotland     |       | 57.812703, 18.846259 | 10095101420002 | Ladda upp en bild av detta fornminne      |
| Lärbro 142:3                  | Stensättning                     |              | Lärbro, Gotland     |       | 57.812757, 18.846373 | 10095101420003 | Ladda upp en bild av detta fornminne      |
| Lärbro 143:1                  | Stensättning                     |              | Lärbro, Gotland     |       | 57.827997, 18.815607 | 10095101430001 | Ladda upp en bild av detta fornminne      |
| Lärbro 146:1                  | Röse                             |              | Lärbro, Gotland     |       | 57.852561, 18.840520 | 10095101460001 | Ladda upp en bild av detta fornminne      |
| Lärbro 146:2                  | Stensättning                     |              | Lärbro, Gotland     |       | 57.852675, 18.840386 | 10095101460002 | Ladda upp en bild av detta fornminne      |
| Lärbro 146:3                  | Röse                             |              | Lärbro, Gotland     |       | 57.852593, 18.839721 | 10095101460003 | Ladda upp en bild av detta fornminne      |
| Lärbro 146:4                  | Stensättning                     |              | Lärbro, Gotland     |       | 57.852386, 18.839604 | 10095101460004 | Ladda upp en bild av detta fornminne      |
| Lärbro 146:5                  | Stensättning                     |              | Lärbro, Gotland     |       | 57.852537, 18.839356 | 10095101460005 | Ladda upp en bild av detta fornminne      |
| Lärbro 148:1                  | Röse                             |              | Lärbro, Gotland     |       | 57.853717, 18.841646 | 10095101480001 | Ladda upp en bild av detta fornminne      |
| Lärbro 149:1                  | Stensättning                     |              | Lärbro, Gotland     |       | 57.855674, 18.845561 | 10095101490001 | Ladda upp en bild av detta fornminne      |
| Lärbro 149:2                  | Stensättning                     |              | Lärbro, Gotland     |       | 57.855744, 18.845401 | 10095101490002 | Ladda upp en bild av detta fornminne      |
| Lärbro 149:3                  | Stensättning                     |              | Lärbro, Gotland     |       | 57.855874, 18.845321 | 10095101490003 | Ladda upp en bild av detta fornminne      |
| Lärbro 149:4                  | Grav markerad av sten/block      |              | Lärbro, Gotland     |       | 57.855420, 18.845494 | 10095101490004 | Ladda upp en bild av detta fornminne      |
| Lärbro 150:2                  | Röse                             |              | Lärbro, Gotland     |       | 57.812407, 18.716190 | 10095101500002 | Ladda upp en bild av detta fornminne      |
| Lärbro 151:1                  | Husgrund, förhistorisk/medeltida |              | Lärbro, Gotland     |       | 57.818460, 18.715187 | 10095101510001 | Ladda upp en bild av detta fornminne      |
| Lärbro 151:3                  | Husgrund, förhistorisk/medeltida |              | Lärbro, Gotland     |       | 57.817821, 18.715135 | 10095101510003 | Ladda upp en bild av detta fornminne      |
| Lärbro 154:1                  | Gravfält                         |              | Lärbro, Gotland     |       | 57.780053, 18.861921 | 10095101540001 | Ladda upp en bild av detta fornminne      |
| Lärbro 155:1                  | Hällristning                     |              | Lärbro, Gotland     |       | 57.779842, 18.861255 | 11100000000782 | Ladda upp en bild av detta fornminne      |
| Lärbro 155:2                  | Hällristning                     |              | Lärbro, Gotland     |       | 57.779736, 18.861185 | 11100000000783 | Ladda upp en bild av detta fornminne      |
| Lärbro 157:1                  | Röse                             |              | Lärbro, Gotland     |       | 57.782353, 18.854147 | 10095101570001 | Ladda upp en bild av detta fornminne      |
| Lärbro 158:1                  | Gravfält                         |              | Lärbro, Gotland     |       | 57.778357, 18.853351 | 10095101580001 | Ladda upp en bild av detta fornminne      |
| Lärbro 159:1                  | Husgrund, förhistorisk/medeltida |              | Lärbro, Gotland     |       | 57.780888, 18.851788 | 10095101590001 | Ladda upp en bild av detta fornminne      |
| Lärbro 160:1                  | Stensättning                     |              | Lärbro, Gotland     |       | 57.776467, 18.829349 | 10095101600001 | Ladda upp en bild av detta fornminne      |
| Lärbro 161:1                  | Stensättning                     |              | Lärbro, Gotland     |       | 57.778605, 18.822960 | 10095101610001 | Ladda upp en bild av detta fornminne      |
| Lärbro 161:3                  | Grav markerad av sten/block      |              | Lärbro, Gotland     |       | 57.778336, 18.822715 | 10095101610003 | Ladda upp en bild av detta fornminne      |
| Domarlunden (Lärbro 162:1)    | Gravfält                         |              | Lärbro, Gotland     |       | 57.783980, 18.817439 | 10095101620001 | Ladda upp en till bild av detta fornminne |
| Lärbro 163:1                  | Gravfält                         |              | Lärbro, Gotland     |       | 57.784819, 18.814818 | 10095101630001 | Ladda upp en till bild av detta fornminne |
| Lärbro 164:1                  | Gravfält                         |              | Lärbro, Gotland     |       | 57.784257, 18.813230 | 10095101640001 | Ladda upp en bild av detta fornminne      |
| Lärbro 164:2                  | Stensättning                     |              | Lärbro, Gotland     |       | 57.784194, 18.812712 | 10095101640002 | Ladda upp en bild av detta fornminne      |
| Lärbro 165:1                  | Stensättning                     |              | Lärbro, Gotland     |       | 57.783082, 18.814995 | 10095101650001 | Ladda upp en bild av detta fornminne      |
| Lärbro 166:2                  | Stensättning                     |              | Lärbro, Gotland     |       | 57.783900, 18.816185 | 10095101660002 | Ladda upp en bild av detta fornminne      |
| Lärbro 166:3                  | Stensättning                     |              | Lärbro, Gotland     |       | 57.783897, 18.815999 | 10095101660003 | Ladda upp en bild av detta fornminne      |
| Lärbro 166:4                  | Stensättning                     |              | Lärbro, Gotland     |       | 57.783952, 18.815849 | 10095101660004 | Ladda upp en bild av detta fornminne      |
| Lärbro 167:1                  | Gravfält                         |              | Lärbro, Gotland     |       | 57.788815, 18.820723 | 10095101670001 | Ladda upp en bild av detta fornminne      |
| Lärbro 168:1                  | Stenkistgrav                     |              | Lärbro, Gotland     |       | 57.788684, 18.811462 | 10095101680001 | Ladda upp en bild av detta fornminne      |
| Lärbro 169:1                  | Stensättning                     |              | Lärbro, Gotland     |       | 57.788483, 18.812900 | 10095101690001 | Ladda upp en bild av detta fornminne      |
| Lärbro 170:1                  | Stensättning                     |              | Lärbro, Gotland     |       | 57.790139, 18.811692 | 10095101700001 | Ladda upp en bild av detta fornminne      |
| Lärbro 171:1                  | Stensättning                     |              | Lärbro, Gotland     |       | 57.788611, 18.806485 | 10095101710001 | Ladda upp en bild av detta fornminne      |
| Lärbro 171:2                  | Stensättning                     |              | Lärbro, Gotland     |       | 57.788721, 18.805984 | 10095101710002 | Ladda upp en bild av detta fornminne      |
| Lärbro 171:3                  | Stensättning                     |              | Lärbro, Gotland     |       | 57.788347, 18.806505 | 10095101710003 | Ladda upp en bild av detta fornminne      |
| Lärbro 172:3                  | Stensättning                     |              | Lärbro, Gotland     |       | 57.789494, 18.806844 | 10095101720003 | Ladda upp en bild av detta fornminne      |
| Lärbro 173:1                  | Stensättning                     |              | Lärbro, Gotland     |       | 57.788335, 18.805667 | 10095101730001 | Ladda upp en bild av detta fornminne      |
| Lärbro 173:3                  | Stensättning                     |              | Lärbro, Gotland     |       | 57.788333, 18.805301 | 10095101730003 | Ladda upp en bild av detta fornminne      |
| Lärbro 173:5                  | Stensättning                     |              | Lärbro, Gotland     |       | 57.788072, 18.805855 | 10095101730005 | Ladda upp en bild av detta fornminne      |
| Lärbro 175:1                  | Stensättning                     |              | Lärbro, Gotland     |       | 57.787823, 18.805385 | 10095101750001 | Ladda upp en bild av detta fornminne      |
| Lärbro 176:1                  | Gravfält                         |              | Lärbro, Gotland     |       | 57.786386, 18.801806 | 10095101760001 | Ladda upp en bild av detta fornminne      |
| Lärbro 177:1                  | Stensättning                     |              | Lärbro, Gotland     |       | 57.786908, 18.807446 | 10095101770001 | Ladda upp en bild av detta fornminne      |
| Lärbro 178:2                  | Grav markerad av sten/block      |              | Lärbro, Gotland     |       | 57.786978, 18.801103 | 10095101780002 | Ladda upp en bild av detta fornminne      |
| Lärbro 179:1                  | Stensättning                     |              | Lärbro, Gotland     |       | 57.788352, 18.793287 | 10095101790001 | Ladda upp en bild av detta fornminne      |
| Lärbro 180:1                  | Stensättning                     |              | Lärbro, Gotland     |       | 57.788876, 18.790390 | 10095101800001 | Ladda upp en bild av detta fornminne      |
| Lärbro 181:1                  | Stensättning                     |              | Lärbro, Gotland     |       | 57.788946, 18.789633 | 10095101810001 | Ladda upp en bild av detta fornminne      |
| Lärbro 182:1                  | Stensättning                     |              | Lärbro, Gotland     |       | 57.790332, 18.792233 | 10095101820001 | Ladda upp en bild av detta fornminne      |
| Lärbro 182:2                  | Stensättning                     |              | Lärbro, Gotland     |       | 57.790122, 18.792547 | 10095101820002 | Ladda upp en bild av detta fornminne      |
| Lärbro 183:1                  | Hällristning                     |              | Lärbro, Gotland     |       | 57.791091, 18.792112 | 11100000000784 | Ladda upp en bild av detta fornminne      |
| Lärbro 185:1                  | Gravfält                         |              | Lärbro, Gotland     |       | 57.769599, 18.783415 | 10095101850001 | Ladda upp en bild av detta fornminne      |
| Lärbro 186:1                  | Gravfält                         |              | Lärbro, Gotland     |       | 57.769661, 18.786874 | 10095101860001 | Ladda upp en bild av detta fornminne      |
| Bjersbacke (Lärbro 190:1)     | Gravfält                         |              | Lärbro, Gotland     |       | 57.767625, 18.785913 | 10095101900001 | Ladda upp en bild av detta fornminne      |
| Lärbro 191:1                  | Stensättning                     |              | Lärbro, Gotland     |       | 57.770704, 18.797782 | 10095101910001 | Ladda upp en bild av detta fornminne      |
| Lärbro 193:1                  | Hög                              |              | Lärbro, Gotland     |       | 57.774902, 18.794949 | 10095101930001 | Ladda upp en bild av detta fornminne      |
| Lärbro 197:1                  | Husgrund, förhistorisk/medeltida |              | Lärbro, Gotland     |       | 57.782234, 18.790749 | 10095101970001 | Ladda upp en bild av detta fornminne      |
| Lärbro 200:1                  | Hällristning                     |              | Lärbro, Gotland     |       | 57.803143, 18.754792 | 11100000000786 | Ladda upp en bild av detta fornminne      |
| Lärbro 201:1                  | Gravfält                         |              | Lärbro, Gotland     |       | 57.812814, 18.784137 | 10095102010001 | Ladda upp en bild av detta fornminne      |
| Lärbro 202:1                  | Röse                             |              | Lärbro, Gotland     |       | 57.813174, 18.784577 | 10095102020001 | Ladda upp en bild av detta fornminne      |
| Lärbro 203:1                  | Stenkrets                        |              | Lärbro, Gotland     |       | 57.814255, 18.783889 | 10095102030001 | Ladda upp en bild av detta fornminne      |
| Lärbro 203:2                  | Stenkrets                        |              | Lärbro, Gotland     |       | 57.814167, 18.783881 | 10095102030002 | Ladda upp en bild av detta fornminne      |
| Lärbro 203:3                  | Stenkrets                        |              | Lärbro, Gotland     |       | 57.814069, 18.783917 | 10095102030003 | Ladda upp en bild av detta fornminne      |
| Lärbro 204:1                  | Gravfält                         |              | Lärbro, Gotland     |       | 57.826704, 18.786470 | 10095102040001 | Ladda upp en bild av detta fornminne      |
| Lärbro 205:1                  | Gravfält                         |              | Lärbro, Gotland     |       | 57.818157, 18.773335 | 10095102050001 | Ladda upp en bild av detta fornminne      |
| Lärbro 206:1                  | Husgrund, förhistorisk/medeltida |              | Lärbro, Gotland     |       | 57.816395, 18.772575 | 10095102060001 | Ladda upp en bild av detta fornminne      |
| Lärbro 207:1                  | Röse                             |              | Lärbro, Gotland     |       | 57.811180, 18.768002 | 10095102070001 | Ladda upp en bild av detta fornminne      |
| Lärbro 208:1                  | Gravfält                         |              | Lärbro, Gotland     |       | 57.812129, 18.767004 | 10095102080001 | Ladda upp en bild av detta fornminne      |
| Lärbro 209:1                  | Gravfält                         |              | Lärbro, Gotland     |       | 57.805715, 18.759428 | 10095102090001 | Ladda upp en bild av detta fornminne      |
| Lärbro 210:1                  | Stensättning                     |              | Lärbro, Gotland     |       | 57.805473, 18.760429 | 10095102100001 | Ladda upp en bild av detta fornminne      |
| Lärbro 210:2                  | Stensättning                     |              | Lärbro, Gotland     |       | 57.805481, 18.760515 | 10095102100002 | Ladda upp en bild av detta fornminne      |
| Lärbro 210:3                  | Stensättning                     |              | Lärbro, Gotland     |       | 57.805457, 18.760615 | 10095102100003 | Ladda upp en bild av detta fornminne      |
| Lärbro 211:1                  | Gravfält                         |              | Lärbro, Gotland     |       | 57.807207, 18.753529 | 10095102110001 | Ladda upp en bild av detta fornminne      |
| Lärbro 213:1                  | Husgrund, förhistorisk/medeltida |              | Lärbro, Gotland     |       | 57.803756, 18.743260 | 10095102130001 | Ladda upp en bild av detta fornminne      |
| Lärbro 214:1                  | Husgrund, förhistorisk/medeltida |              | Lärbro, Gotland     |       | 57.806324, 18.736898 | 10095102140001 | Ladda upp en bild av detta fornminne      |
| Lärbro 216:1                  | Gravfält                         |              | Lärbro, Gotland     |       | 57.807274, 18.732897 | 10095102160001 | Ladda upp en bild av detta fornminne      |
| Lärbro 217:1                  | Husgrund, förhistorisk/medeltida |              | Lärbro, Gotland     |       | 57.806460, 18.738578 | 10095102170001 | Ladda upp en bild av detta fornminne      |
| Lärbro 218:1                  | Stensättning                     |              | Lärbro, Gotland     |       | 57.798261, 18.755586 | 10095102180001 | Ladda upp en bild av detta fornminne      |
| Lärbro 219:1                  | Röse                             |              | Lärbro, Gotland     |       | 57.797024, 18.753176 | 10095102190001 | Ladda upp en bild av detta fornminne      |
| Ganns Ödekyrka (Lärbro 220:1) | Kyrka/kapell                     |              | Lärbro, Gotland     |       | 57.796283, 18.751513 | 10095102200001 | Ladda upp en till bild av detta fornminne |
| Lärbro 220:2                  | Begravningsplats                 |              | Lärbro, Gotland     |       | 57.796203, 18.751730 | 10095102200002 | Ladda upp en bild av detta fornminne      |
| Lärbro 222:1                  | Husgrund, förhistorisk/medeltida |              | Lärbro, Gotland     |       | 57.792454, 18.762385 | 10095102220001 | Ladda upp en bild av detta fornminne      |
| Lärbro 223:1                  | Husgrund, förhistorisk/medeltida |              | Lärbro, Gotland     |       | 57.792084, 18.758128 | 10095102230001 | Ladda upp en bild av detta fornminne      |
| Lärbro 224:1                  | Husgrund, förhistorisk/medeltida |              | Lärbro, Gotland     |       | 57.791443, 18.759130 | 10095102240001 | Ladda upp en bild av detta fornminne      |
| Lärbro 225:1                  | Röse                             |              | Lärbro, Gotland     |       | 57.790520, 18.762191 | 10095102250001 | Ladda upp en bild av detta fornminne      |
| Lärbro 226:1                  | Röse                             |              | Lärbro, Gotland     |       | 57.791210, 18.824484 | 10095102260001 | Ladda upp en bild av detta fornminne      |
| Lärbro 226:2                  | Stensättning                     |              | Lärbro, Gotland     |       | 57.791305, 18.824700 | 10095102260002 | Ladda upp en bild av detta fornminne      |
| Lärbro 227:1                  | Husgrund, förhistorisk/medeltida |              | Lärbro, Gotland     |       | 57.791104, 18.825187 | 10095102270001 | Ladda upp en bild av detta fornminne      |
| Lärbro 227:2                  | Stenkistgrav                     |              | Lärbro, Gotland     |       | 57.791005, 18.825285 | 10095102270002 | Ladda upp en bild av detta fornminne      |
| Lärbro 227:3                  | Stensättning                     |              | Lärbro, Gotland     |       | 57.791374, 18.825368 | 10095102270003 | Ladda upp en bild av detta fornminne      |
| Lärbro 228:1                  | Stensättning                     |              | Lärbro, Gotland     |       | 57.792617, 18.827645 | 10095102280001 | Ladda upp en bild av detta fornminne      |
| Lärbro 229:1                  | Röse                             |              | Lärbro, Gotland     |       | 57.792844, 18.824029 | 10095102290001 | Ladda upp en bild av detta fornminne      |
| Lärbro 230:1                  | Röse                             |              | Lärbro, Gotland     |       | 57.792518, 18.824192 | 10095102300001 | Ladda upp en bild av detta fornminne      |
| Lärbro 231:1                  | Röse                             |              | Lärbro, Gotland     |       | 57.793600, 18.821203 | 10095102310001 | Ladda upp en bild av detta fornminne      |
| Lärbro 231:2                  | Stensättning                     |              | Lärbro, Gotland     |       | 57.793468, 18.821298 | 10095102310002 | Ladda upp en bild av detta fornminne      |
| Lärbro 231:3                  | Stensättning                     |              | Lärbro, Gotland     |       | 57.793480, 18.821028 | 10095102310003 | Ladda upp en bild av detta fornminne      |
| Lärbro 232:1                  | Gravfält                         |              | Lärbro, Gotland     |       | 57.796418, 18.820703 | 10095102320001 | Ladda upp en bild av detta fornminne      |
| Lärbro 233:1                  | Röse                             |              | Lärbro, Gotland     |       | 57.796124, 18.818789 | 10095102330001 | Ladda upp en bild av detta fornminne      |
| Lärbro 234:1                  | Stenkrets                        |              | Lärbro, Gotland     |       | 57.797977, 18.833112 | 10095102340001 | Ladda upp en bild av detta fornminne      |
| Lärbro 235:1                  | Stensättning                     |              | Lärbro, Gotland     |       | 57.797515, 18.831775 | 10095102350001 | Ladda upp en bild av detta fornminne      |
| Lärbro 235:2                  | Stensättning                     |              | Lärbro, Gotland     |       | 57.797392, 18.831780 | 10095102350002 | Ladda upp en bild av detta fornminne      |
| Lärbro 236:1                  | Stensättning                     |              | Lärbro, Gotland     |       | 57.797998, 18.829760 | 10095102360001 | Ladda upp en bild av detta fornminne      |
| Lärbro 237:1                  | Stensättning                     |              | Lärbro, Gotland     |       | 57.798408, 18.822941 | 10095102370001 | Ladda upp en bild av detta fornminne      |
| Lärbro 238:1                  | Gravfält                         |              | Lärbro, Gotland     |       | 57.797719, 18.822784 | 10095102380001 | Ladda upp en bild av detta fornminne      |
| Lärbro 241:1                  | Gravfält                         |              | Lärbro, Gotland     |       | 57.800379, 18.828619 | 10095102410001 | Ladda upp en bild av detta fornminne      |
| Lärbro 242:1                  | Husgrund, förhistorisk/medeltida |              | Lärbro, Gotland     |       | 57.801347, 18.828799 | 10095102420001 | Ladda upp en bild av detta fornminne      |
| Lärbro 242:2                  | Husgrund, förhistorisk/medeltida |              | Lärbro, Gotland     |       | 57.801218, 18.829194 | 10095102420002 | Ladda upp en bild av detta fornminne      |
| Lärbro 243:1                  | Röse                             |              | Lärbro, Gotland     |       | 57.801635, 18.828312 | 10095102430001 | Ladda upp en bild av detta fornminne      |
| Lärbro 244:1                  | Stensättning                     |              | Lärbro, Gotland     |       | 57.802061, 18.828915 | 10095102440001 | Ladda upp en bild av detta fornminne      |
| Lärbro 245:2                  | Husgrund, förhistorisk/medeltida |              | Lärbro, Gotland     |       | 57.803722, 18.830702 | 10095102450002 | Ladda upp en bild av detta fornminne      |
| Lärbro 246:1                  | Röse                             |              | Lärbro, Gotland     |       | 57.803015, 18.825851 | 10095102460001 | Ladda upp en bild av detta fornminne      |
| Lärbro 247:1                  | Röse                             |              | Lärbro, Gotland     |       | 57.806844, 18.818067 | 10095102470001 | Ladda upp en bild av detta fornminne      |
| Lärbro 247:2                  | Röse                             |              | Lärbro, Gotland     |       | 57.806882, 18.818220 | 10095102470002 | Ladda upp en bild av detta fornminne      |
| Lärbro 247:3                  | Stenkistgrav                     |              | Lärbro, Gotland     |       | 57.807069, 18.818058 | 10095102470003 | Ladda upp en bild av detta fornminne      |
| Lärbro 249:1                  | Röse                             |              | Lärbro, Gotland     |       | 57.810272, 18.815649 | 10095102490001 | Ladda upp en bild av detta fornminne      |
| Lärbro 250:1                  | Stensättning                     |              | Lärbro, Gotland     |       | 57.806736, 18.826975 | 10095102500001 | Ladda upp en bild av detta fornminne      |
| Lärbro 251:1                  | Stensättning                     |              | Lärbro, Gotland     |       | 57.803934, 18.821318 | 10095102510001 | Ladda upp en bild av detta fornminne      |
| Lärbro 252:1                  | Gravfält                         |              | Lärbro, Gotland     |       | 57.803962, 18.822716 | 10095102520001 | Ladda upp en bild av detta fornminne      |
| Lärbro 253:1                  | Stenkrets                        |              | Lärbro, Gotland     |       | 57.804925, 18.822003 | 10095102530001 | Ladda upp en bild av detta fornminne      |
| Lärbro 253:2                  | Stensättning                     |              | Lärbro, Gotland     |       | 57.804824, 18.822126 | 10095102530002 | Ladda upp en bild av detta fornminne      |
| Lärbro 254:1                  | Stensättning                     |              | Lärbro, Gotland     |       | 57.803369, 18.823340 | 10095102540001 | Ladda upp en bild av detta fornminne      |
| Lärbro 254:2                  | Stensättning                     |              | Lärbro, Gotland     |       | 57.803426, 18.823292 | 10095102540002 | Ladda upp en bild av detta fornminne      |
| Lärbro 254:3                  | Stensättning                     |              | Lärbro, Gotland     |       | 57.803484, 18.823192 | 10095102540003 | Ladda upp en bild av detta fornminne      |
| Lärbro 255:1                  | Gravfält                         |              | Lärbro, Gotland     |       | 57.802977, 18.823861 | 10095102550001 | Ladda upp en bild av detta fornminne      |
| Lärbro 256:1                  | Husgrund, förhistorisk/medeltida |              | Lärbro, Gotland     |       | 57.809448, 18.698401 | 10095102560001 | Ladda upp en bild av detta fornminne      |
| Lärbro 257:1                  | Gravfält                         |              | Lärbro, Gotland     |       | 57.802036, 18.853536 | 10095102570001 | Ladda upp en bild av detta fornminne      |
| Lärbro 258:1                  | Gravfält                         |              | Lärbro, Gotland     |       | 57.794483, 18.863337 | 10095102580001 | Ladda upp en bild av detta fornminne      |
| Lärbro 259:1                  | Stensättning                     |              | Lärbro, Gotland     |       | 57.802916, 18.865923 | 10095102590001 | Ladda upp en bild av detta fornminne      |
| Lärbro 260:3                  | Stenkrets                        |              | Lärbro, Gotland     |       | 57.815721, 18.762878 | 10095102600003 | Ladda upp en bild av detta fornminne      |
| Lärbro 261:1                  | Husgrund, förhistorisk/medeltida |              | Lärbro, Gotland     |       | 57.829045, 18.743713 | 10095102610001 | Ladda upp en bild av detta fornminne      |
| Lärbro 262:1                  | Hällristning                     |              | Lärbro, Gotland     |       | 57.781928, 18.824159 | 11100000000758 | Ladda upp en bild av detta fornminne      |
| Lärbro 263:4                  | Stensättning                     |              | Lärbro, Gotland     |       | 57.783040, 18.809044 | 10095102630004 | Ladda upp en bild av detta fornminne      |
| Lärbro 264:1                  | Husgrund, förhistorisk/medeltida |              | Lärbro, Gotland     |       | 57.782072, 18.811267 | 11000000002078 | Ladda upp en bild av detta fornminne      |
| Lärbro 264:2                  | Husgrund, förhistorisk/medeltida |              | Lärbro, Gotland     |       | 57.781943, 18.811130 | 11000000002079 | Ladda upp en bild av detta fornminne      |
| Lärbro 265:1                  | Hällristning                     |              | Lärbro, Gotland     |       | 57.783120, 18.810082 | 10095102650001 | Ladda upp en bild av detta fornminne      |
| Lärbro 265:2                  | Stensättning                     |              | Lärbro, Gotland     |       | 57.782971, 18.810031 | 10095102650002 | Ladda upp en bild av detta fornminne      |
| Lärbro 266:1                  | Stensättning                     |              | Lärbro, Gotland     |       | 57.787331, 18.785546 | 10095102660001 | Ladda upp en bild av detta fornminne      |
| Lärbro 266:2                  | Stensättning                     |              | Lärbro, Gotland     |       | 57.787502, 18.785319 | 10095102660002 | Ladda upp en bild av detta fornminne      |
| Lärbro 267:1                  | Röse                             |              | Lärbro, Gotland     |       | 57.787424, 18.783615 | 10095102670001 | Ladda upp en bild av detta fornminne      |
| Lärbro 268:1                  | Röse                             |              | Lärbro, Gotland     |       | 57.786909, 18.782425 | 10095102680001 | Ladda upp en bild av detta fornminne      |
| Lärbro 268:2                  | Röse                             |              | Lärbro, Gotland     |       | 57.786999, 18.783166 | 10095102680002 | Ladda upp en bild av detta fornminne      |
| Lärbro 269:1                  | Gravfält                         |              | Lärbro, Gotland     |       | 57.787611, 18.782307 | 10095102690001 | Ladda upp en bild av detta fornminne      |
| Lärbro 270:1                  | Stensättning                     |              | Lärbro, Gotland     |       | 57.787054, 18.780012 | 10095102700001 | Ladda upp en bild av detta fornminne      |
| Lärbro 272:1                  | Stenkrets                        |              | Lärbro, Gotland     |       | 57.786306, 18.781465 | 10095102720001 | Ladda upp en bild av detta fornminne      |
| Lärbro 272:2                  | Stensättning                     |              | Lärbro, Gotland     |       | 57.786180, 18.781454 | 10095102720002 | Ladda upp en bild av detta fornminne      |
| Lärbro 274:1                  | Stensättning                     |              | Lärbro, Gotland     |       | 57.784333, 18.788224 | 10095102740001 | Ladda upp en bild av detta fornminne      |
| Lärbro 274:2                  | Stenkrets                        |              | Lärbro, Gotland     |       | 57.784587, 18.787872 | 10095102740002 | Ladda upp en bild av detta fornminne      |
| Lärbro 275:1                  | Stenkrets                        |              | Lärbro, Gotland     |       | 57.772429, 18.814648 | 10095102750001 | Ladda upp en bild av detta fornminne      |
| Lärbro 276:1                  | Husgrund, förhistorisk/medeltida |              | Lärbro, Gotland     |       | 57.773218, 18.814121 | 10095102760001 | Ladda upp en bild av detta fornminne      |
| Lärbro 277:1                  | Stensättning                     |              | Lärbro, Gotland     |       | 57.753340, 18.807436 | 10095102770001 | Ladda upp en bild av detta fornminne      |
| Lärbro 278:1                  | Husgrund, förhistorisk/medeltida |              | Lärbro, Gotland     |       | 57.762157, 18.804718 | 10095102780001 | Ladda upp en bild av detta fornminne      |
| Lärbro 278:2                  | Husgrund, förhistorisk/medeltida |              | Lärbro, Gotland     |       | 57.762314, 18.804710 | 10095102780002 | Ladda upp en bild av detta fornminne      |
| Lärbro 279:1                  | Gravfält                         |              | Lärbro, Gotland     |       | 57.760291, 18.801114 | 10095102790001 | Ladda upp en bild av detta fornminne      |
| Lärbro 280:1                  | Stensättning                     |              | Lärbro, Gotland     |       | 57.759786, 18.800722 | 10095102800001 | Ladda upp en bild av detta fornminne      |
| Lärbro 281:1                  | Stenkrets                        |              | Lärbro, Gotland     |       | 57.759049, 18.798466 | 10095102810001 | Ladda upp en bild av detta fornminne      |
| Lärbro 281:2                  | Stenkrets                        |              | Lärbro, Gotland     |       | 57.759005, 18.798782 | 10095102810002 | Ladda upp en bild av detta fornminne      |
| Lärbro 282:1                  | Stensättning                     |              | Lärbro, Gotland     |       | 57.758552, 18.795533 | 10095102820001 | Ladda upp en bild av detta fornminne      |
| Lärbro 283:1                  | Stensättning                     |              | Lärbro, Gotland     |       | 57.757014, 18.793925 | 10095102830001 | Ladda upp en bild av detta fornminne      |
| Lärbro 283:2                  | Stensättning                     |              | Lärbro, Gotland     |       | 57.757008, 18.793647 | 10095102830002 | Ladda upp en bild av detta fornminne      |
| Lärbro 283:3                  | Stensättning                     |              | Lärbro, Gotland     |       | 57.757207, 18.793398 | 10095102830003 | Ladda upp en bild av detta fornminne      |
| Lärbro 284:2                  | Stensättning                     |              | Lärbro, Gotland     |       | 57.755187, 18.815845 | 10095102840002 | Ladda upp en bild av detta fornminne      |
| Lärbro 284:3                  | Stensättning                     |              | Lärbro, Gotland     |       | 57.755232, 18.816094 | 10095102840003 | Ladda upp en bild av detta fornminne      |
| Lärbro 284:4                  | Stensättning                     |              | Lärbro, Gotland     |       | 57.755012, 18.815742 | 10095102840004 | Ladda upp en bild av detta fornminne      |
| Lärbro 286:1                  | Stensättning                     |              | Lärbro, Gotland     |       | 57.757119, 18.791230 | 10095102860001 | Ladda upp en bild av detta fornminne      |
| Lärbro 286:2                  | Stensättning                     |              | Lärbro, Gotland     |       | 57.757296, 18.791093 | 10095102860002 | Ladda upp en bild av detta fornminne      |
| Lärbro 287:1                  | Stensättning                     |              | Lärbro, Gotland     |       | 57.754157, 18.789105 | 10095102870001 | Ladda upp en bild av detta fornminne      |
| Lärbro 288:1                  | Gravfält                         |              | Lärbro, Gotland     |       | 57.752893, 18.786050 | 10095102880001 | Ladda upp en bild av detta fornminne      |
| Lärbro 289:1                  | Stensättning                     |              | Lärbro, Gotland     |       | 57.753553, 18.786869 | 10095102890001 | Ladda upp en bild av detta fornminne      |
| Lärbro 289:2                  | Stensättning                     |              | Lärbro, Gotland     |       | 57.753421, 18.786942 | 10095102890002 | Ladda upp en bild av detta fornminne      |
| Lärbro 290:1                  | Stensättning                     |              | Lärbro, Gotland     |       | 57.753987, 18.787914 | 10095102900001 | Ladda upp en bild av detta fornminne      |
| Lärbro 290:3                  | Stensättning                     |              | Lärbro, Gotland     |       | 57.754139, 18.788153 | 10095102900003 | Ladda upp en bild av detta fornminne      |
| Lärbro 290:4                  | Stensättning                     |              | Lärbro, Gotland     |       | 57.754207, 18.788504 | 10095102900004 | Ladda upp en bild av detta fornminne      |
| Lärbro 290:5                  | Stensättning                     |              | Lärbro, Gotland     |       | 57.753681, 18.788662 | 10095102900005 | Ladda upp en bild av detta fornminne      |
| Lärbro 291:1                  | Husgrund, förhistorisk/medeltida |              | Lärbro, Gotland     |       | 57.777302, 18.783116 | 10095102910001 | Ladda upp en bild av detta fornminne      |
| Lärbro 291:2                  | Husgrund, förhistorisk/medeltida |              | Lärbro, Gotland     |       | 57.777563, 18.783396 | 10095102910002 | Ladda upp en bild av detta fornminne      |
| Lärbro 293:1                  | Stensättning                     |              | Lärbro, Gotland     |       | 57.779647, 18.780142 | 10095102930001 | Ladda upp en bild av detta fornminne      |
| Lärbro 293:2                  | Stensättning                     |              | Lärbro, Gotland     |       | 57.779792, 18.779902 | 10095102930002 | Ladda upp en bild av detta fornminne      |
| Lärbro 293:3                  | Stensättning                     |              | Lärbro, Gotland     |       | 57.779852, 18.780421 | 10095102930003 | Ladda upp en bild av detta fornminne      |
| Lärbro 295:1                  | Gravfält                         |              | Lärbro, Gotland     |       | 57.793436, 18.770337 | 10095102950001 | Ladda upp en bild av detta fornminne      |
| Lärbro 296:1                  | Stensättning                     |              | Lärbro, Gotland     |       | 57.793891, 18.777847 | 10095102960001 | Ladda upp en bild av detta fornminne      |
| Lärbro 297:1                  | Stensättning                     |              | Lärbro, Gotland     |       | 57.794361, 18.777896 | 10095102970001 | Ladda upp en bild av detta fornminne      |
| Lärbro 298:1                  | Husgrund, förhistorisk/medeltida |              | Lärbro, Gotland     |       | 57.791009, 18.801371 | 10095102980001 | Ladda upp en bild av detta fornminne      |
| Lärbro 299:1                  | Stensättning                     |              | Lärbro, Gotland     |       | 57.803844, 18.806755 | 10095102990001 | Ladda upp en bild av detta fornminne      |
| Lärbro 299:2                  | Stensättning                     |              | Lärbro, Gotland     |       | 57.803714, 18.806649 | 10095102990002 | Ladda upp en bild av detta fornminne      |
| Lärbro 300:1                  | Husgrund, förhistorisk/medeltida |              | Lärbro, Gotland     |       | 57.765601, 18.775328 | 10095103000001 | Ladda upp en bild av detta fornminne      |
| Lärbro 300:2                  | Husgrund, förhistorisk/medeltida |              | Lärbro, Gotland     |       | 57.765596, 18.775699 | 10095103000002 | Ladda upp en bild av detta fornminne      |
| Lärbro 301:1                  | Husgrund, förhistorisk/medeltida |              | Lärbro, Gotland     |       | 57.767174, 18.773711 | 10095103010001 | Ladda upp en bild av detta fornminne      |
| Lärbro 302:1                  | Gravfält                         |              | Lärbro, Gotland     |       | 57.784581, 18.734009 | 10095103020001 | Ladda upp en bild av detta fornminne      |
| Lärbro 303:1                  | Hällristning                     |              | Lärbro, Gotland     |       | 57.779728, 18.817795 | 10095103030001 | Ladda upp en till bild av detta fornminne |
| Lärbro 306:1                  | Stensättning                     |              | Lärbro, Gotland     |       | 57.812605, 18.808294 | 10095103060001 | Ladda upp en bild av detta fornminne      |
| Lärbro 307:1                  | Röse                             |              | Lärbro, Gotland     |       | 57.838597, 18.821048 | 10095103070001 | Ladda upp en bild av detta fornminne      |
| Lärbro 310:1                  | Minnesmärke                      |              | Lärbro, Gotland     |       | 57.472789, 18.444912 | 10095103100001 | Ladda upp en till bild av detta fornminne |
| Lärbro 312:1                  | Husgrund, förhistorisk/medeltida |              | Lärbro, Gotland     |       | 57.799717, 18.744674 | 10095103120001 | Ladda upp en bild av detta fornminne      |
| Lärbro 313:1                  | Stensättning                     |              | Lärbro, Gotland     |       | 57.800184, 18.744304 | 10095103130001 | Ladda upp en bild av detta fornminne      |
| Lärbro 317:1                  | Husgrund, förhistorisk/medeltida |              | Lärbro, Gotland     |       | 57.800316, 18.746798 | 10095103170001 | Ladda upp en bild av detta fornminne      |
| Lärbro 317:2                  | Husgrund, förhistorisk/medeltida |              | Lärbro, Gotland     |       | 57.800765, 18.746664 | 10095103170002 | Ladda upp en bild av detta fornminne      |
| Lärbro 317:3                  | Husgrund, förhistorisk/medeltida |              | Lärbro, Gotland     |       | 57.800742, 18.747392 | 10095103170003 | Ladda upp en bild av detta fornminne      |
| Lärbro 319:1                  | Stensättning                     |              | Lärbro, Gotland     |       | 57.803377, 18.746985 | 10095103190001 | Ladda upp en bild av detta fornminne      |
| Lärbro 325:1                  | Gravfält                         |              | Lärbro, Gotland     |       | 57.814399, 18.725356 | 10095103250001 | Ladda upp en bild av detta fornminne      |
| Lärbro 328:1                  | Stensättning                     |              | Lärbro, Gotland     |       | 57.810435, 18.726751 | 10095103280001 | Ladda upp en bild av detta fornminne      |
| Lärbro 330:1                  | Husgrund, förhistorisk/medeltida |              | Lärbro, Gotland     |       | 57.814173, 18.730253 | 10095103300001 | Ladda upp en bild av detta fornminne      |
| Lärbro 330:2                  | Röse                             |              | Lärbro, Gotland     |       | 57.814519, 18.730324 | 10095103300002 | Ladda upp en bild av detta fornminne      |
| Lärbro 331:1                  | Husgrund, förhistorisk/medeltida |              | Lärbro, Gotland     |       | 57.813266, 18.731218 | 10095103310001 | Ladda upp en bild av detta fornminne      |
| Lärbro 332:1                  | Röse                             |              | Lärbro, Gotland     |       | 57.813699, 18.729329 | 10095103320001 | Ladda upp en bild av detta fornminne      |
| Lärbro 334:1                  | Husgrund, förhistorisk/medeltida |              | Lärbro, Gotland     |       | 57.810020, 18.699790 | 10095103340001 | Ladda upp en bild av detta fornminne      |
| Lärbro 337:1                  | Stensättning                     |              | Lärbro, Gotland     |       | 57.825820, 18.736000 | 10095103370001 | Ladda upp en bild av detta fornminne      |
| Lärbro 338:1                  | Stensättning                     |              | Lärbro, Gotland     |       | 57.812634, 18.720219 | 10095103380001 | Ladda upp en bild av detta fornminne      |
| Lärbro 338:2                  | Stensättning                     |              | Lärbro, Gotland     |       | 57.812724, 18.720424 | 10095103380002 | Ladda upp en bild av detta fornminne      |
| Lärbro 339:1                  | Stensättning                     |              | Lärbro, Gotland     |       | 57.787028, 18.746063 | 10095103390001 | Ladda upp en bild av detta fornminne      |
| Lärbro 340:1                  | Stensättning                     |              | Lärbro, Gotland     |       | 57.785886, 18.736759 | 10095103400001 | Ladda upp en bild av detta fornminne      |
| Lärbro 352:1                  | Gravfält                         |              | Lärbro, Gotland     |       | 57.812146, 18.749165 | 10095103520001 | Ladda upp en bild av detta fornminne      |
| Lärbro 355:1                  | Hällristning                     |              | Lärbro, Gotland     |       | 57.801679, 18.747729 | 11100000001199 | Ladda upp en bild av detta fornminne      |
| Lärbro 357:1                  | Hällristning                     |              | Lärbro, Gotland     |       | 57.756914, 18.813613 | 11100000001200 | Ladda upp en bild av detta fornminne      |
| Lärbro 362:1                  | Stensättning                     |              | Lärbro, Gotland     |       | 57.760841, 18.824402 | 10095103620001 | Ladda upp en bild av detta fornminne      |
| Lärbro 364:1                  | Stensättning                     |              | Lärbro, Gotland     |       | 57.760784, 18.820113 | 10095103640001 | Ladda upp en bild av detta fornminne      |
| Lärbro 366:1                  | Hällristning                     |              | Lärbro, Gotland     |       | 57.762252, 18.824558 | 10095103660001 | Ladda upp en bild av detta fornminne      |
| Lärbro 367:1                  | Stensättning                     |              | Lärbro, Gotland     |       | 57.762693, 18.826073 | 10095103670001 | Ladda upp en bild av detta fornminne      |
| Lärbro 368:1                  | Stensättning                     |              | Lärbro, Gotland     |       | 57.763198, 18.825619 | 10095103680001 | Ladda upp en bild av detta fornminne      |
| Lärbro 368:2                  | Stensättning                     |              | Lärbro, Gotland     |       | 57.763191, 18.825075 | 10095103680002 | Ladda upp en bild av detta fornminne      |
| Lärbro 370:1                  | Röse                             |              | Lärbro, Gotland     |       | 57.770779, 18.824668 | 10095103700001 | Ladda upp en bild av detta fornminne      |
| Lärbro 371:1                  | Stensättning                     |              | Lärbro, Gotland     |       | 57.773904, 18.827200 | 10095103710001 | Ladda upp en bild av detta fornminne      |
| Lärbro 374:1                  | Stensättning                     |              | Lärbro, Gotland     |       | 57.775298, 18.837095 | 10095103740001 | Ladda upp en bild av detta fornminne      |
| Lärbro 374:2                  | Stensättning                     |              | Lärbro, Gotland     |       | 57.775400, 18.837325 | 10095103740002 | Ladda upp en bild av detta fornminne      |
| Lärbro 375:1                  | Stensättning                     |              | Lärbro, Gotland     |       | 57.773760, 18.834199 | 10095103750001 | Ladda upp en bild av detta fornminne      |
| Lärbro 376:1                  | Stensättning                     |              | Lärbro, Gotland     |       | 57.756572, 18.801848 | 10095103760001 | Ladda upp en bild av detta fornminne      |
| Lärbro 381:1                  | Stensättning                     |              | Lärbro, Gotland     |       | 57.804914, 18.864223 | 10095103810001 | Ladda upp en bild av detta fornminne      |
| Lärbro 381:2                  | Stensättning                     |              | Lärbro, Gotland     |       | 57.805054, 18.864196 | 10095103810002 | Ladda upp en bild av detta fornminne      |
| Lärbro 381:3                  | Stensättning                     |              | Lärbro, Gotland     |       | 57.805140, 18.864204 | 10095103810003 | Ladda upp en bild av detta fornminne      |
| Lärbro 381:4                  | Stensättning                     |              | Lärbro, Gotland     |       | 57.804921, 18.864431 | 10095103810004 | Ladda upp en bild av detta fornminne      |
| Lärbro 382:1                  | Stensättning                     |              | Lärbro, Gotland     |       | 57.805461, 18.865361 | 10095103820001 | Ladda upp en bild av detta fornminne      |
| Lärbro 383:1                  | Stensättning                     |              | Lärbro, Gotland     |       | 57.813913, 18.848330 | 10095103830001 | Ladda upp en bild av detta fornminne      |
| Lärbro 383:2                  | Stensättning                     |              | Lärbro, Gotland     |       | 57.814253, 18.848653 | 10095103830002 | Ladda upp en bild av detta fornminne      |
| Lärbro 389:1                  | Stensättning                     |              | Lärbro, Gotland     |       | 57.795052, 18.863180 | 10095103890001 | Ladda upp en bild av detta fornminne      |
| Lärbro 389:2                  | Stensättning                     |              | Lärbro, Gotland     |       | 57.795128, 18.863116 | 10095103890002 | Ladda upp en bild av detta fornminne      |
| Lärbro 389:3                  | Stensättning                     |              | Lärbro, Gotland     |       | 57.795199, 18.863135 | 10095103890003 | Ladda upp en bild av detta fornminne      |
| Lärbro 389:4                  | Stensättning                     |              | Lärbro, Gotland     |       | 57.795609, 18.863017 | 10095103890004 | Ladda upp en bild av detta fornminne      |
| Lärbro 391:1                  | Hällristning                     |              | Lärbro, Gotland     |       | 57.793334, 18.856835 | 11100000001201 | Ladda upp en bild av detta fornminne      |
| Lärbro 391:2                  | Stensättning                     |              | Lärbro, Gotland     |       | 57.793585, 18.856039 | 10095103910002 | Ladda upp en bild av detta fornminne      |
| Lärbro 392:1                  | Husgrund, förhistorisk/medeltida |              | Lärbro, Gotland     |       | 57.791883, 18.857516 | 10095103920001 | Ladda upp en bild av detta fornminne      |
| Lärbro 393:1                  | Hällristning                     |              | Lärbro, Gotland     |       | 57.791273, 18.856872 | 11100000001202 | Ladda upp en bild av detta fornminne      |
| Lärbro 395:1                  | Husgrund, förhistorisk/medeltida |              | Lärbro, Gotland     |       | 57.795054, 18.855795 | 10095103950001 | Ladda upp en bild av detta fornminne      |
| Lärbro 395:4                  | Husgrund, förhistorisk/medeltida |              | Lärbro, Gotland     |       | 57.795205, 18.855103 | 10095103950004 | Ladda upp en bild av detta fornminne      |
| Lärbro 396:1                  | Röse                             |              | Lärbro, Gotland     |       | 57.795062, 18.854179 | 10095103960001 | Ladda upp en bild av detta fornminne      |
| Lärbro 397:1                  | Hällristning                     |              | Lärbro, Gotland     |       | 57.794223, 18.854156 | 10095103970001 | Ladda upp en bild av detta fornminne      |
| Lärbro 398:1                  | Stensättning                     |              | Lärbro, Gotland     |       | 57.792538, 18.857372 | 10095103980001 | Ladda upp en bild av detta fornminne      |
| Lärbro 400:1                  | Hällristning                     |              | Lärbro, Gotland     |       | 57.753097, 18.817889 | 11100000001203 | Ladda upp en bild av detta fornminne      |
| Lärbro 402:1                  | Hällristning                     |              | Lärbro, Gotland     |       | 57.759927, 18.771011 | 11100000001364 | Ladda upp en bild av detta fornminne      |
| Lärbro 405:1                  | Stensättning                     |              | Lärbro, Gotland     |       | 57.765691, 18.768817 | 10095104050001 | Ladda upp en bild av detta fornminne      |
| Lärbro 405:2                  | Stensättning                     |              | Lärbro, Gotland     |       | 57.765812, 18.768987 | 10095104050002 | Ladda upp en bild av detta fornminne      |
| Lärbro 405:3                  | Stensättning                     |              | Lärbro, Gotland     |       | 57.765903, 18.769111 | 10095104050003 | Ladda upp en bild av detta fornminne      |
| Lärbro 406:1                  | Stensättning                     |              | Lärbro, Gotland     |       | 57.758762, 18.799733 | 10095104060001 | Ladda upp en bild av detta fornminne      |
| Lärbro 407:1                  | Stensättning                     |              | Lärbro, Gotland     |       | 57.758102, 18.799257 | 10095104070001 | Ladda upp en bild av detta fornminne      |
| Lärbro 408:1                  | Husgrund, förhistorisk/medeltida |              | Lärbro, Gotland     |       | 57.762911, 18.768698 | 10095104080001 | Ladda upp en bild av detta fornminne      |
| Lärbro 420:1                  | Stensättning                     |              | Lärbro, Gotland     |       | 57.778875, 18.778916 | 10095104200001 | Ladda upp en bild av detta fornminne      |
| Lärbro 421:1                  | Stensättning                     |              | Lärbro, Gotland     |       | 57.777360, 18.779208 | 10095104210001 | Ladda upp en bild av detta fornminne      |
| Lärbro 426:1                  | Stensättning                     |              | Lärbro, Gotland     |       | 57.777026, 18.767389 | 10095104260001 | Ladda upp en bild av detta fornminne      |
| Lärbro 426:2                  | Stensättning                     |              | Lärbro, Gotland     |       | 57.776979, 18.767641 | 10095104260002 | Ladda upp en bild av detta fornminne      |
| Lärbro 426:4                  | Stensättning                     |              | Lärbro, Gotland     |       | 57.777107, 18.767635 | 10095104260004 | Ladda upp en bild av detta fornminne      |
| Lärbro 436:1                  | Stensättning                     |              | Lärbro, Gotland     |       | 57.746450, 18.771614 | 10095104360001 | Ladda upp en bild av detta fornminne      |
| Lärbro 437:1                  | Hällristning                     |              | Lärbro, Gotland     |       | 57.746375, 18.772495 | 10095104370001 | Ladda upp en bild av detta fornminne      |
| Lärbro 442:1                  | Stensättning                     |              | Lärbro, Gotland     |       | 57.772837, 18.779781 | 10095104420001 | Ladda upp en bild av detta fornminne      |
| Lärbro 444:1                  | Stensättning                     |              | Lärbro, Gotland     |       | 57.786251, 18.804369 | 10095104440001 | Ladda upp en bild av detta fornminne      |
| Lärbro 452:2                  | Husgrund, historisk tid          |              | Lärbro, Gotland     |       | 57.864267, 18.813749 | 10095104520002 | Ladda upp en bild av detta fornminne      |
| Lärbro 453:1                  | Röse                             |              | Lärbro, Gotland     |       | 57.860168, 18.821754 | 10095104530001 | Ladda upp en bild av detta fornminne      |
| Lärbro 454:1                  | Begravningsplats                 |              | Lärbro, Gotland     |       | 57.780146, 18.837884 | 10095104540001 | Ladda upp en bild av detta fornminne      |
| Lärbro 460:1                  | Hällristning                     |              | Lärbro, Gotland     |       | 57.794662, 18.805002 | 11100000001365 | Ladda upp en bild av detta fornminne      |
| Lärbro 461:1                  | Stensättning                     |              | Lärbro, Gotland     |       | 57.782573, 18.811088 | 10095104610001 | Ladda upp en bild av detta fornminne      |
| Lärbro 463:2                  | Stensättning                     |              | Lärbro, Gotland     |       | 57.782369, 18.814494 | 10095104630002 | Ladda upp en bild av detta fornminne      |
| Lärbro 466:5                  | Stensättning                     |              | Lärbro, Gotland     |       | 57.780482, 18.814545 | 10095104660005 | Ladda upp en bild av detta fornminne      |
| Lärbro 469:2                  | Hällristning                     |              | Lärbro, Gotland     |       | 57.780557, 18.818002 | 11100000001031 | Ladda upp en bild av detta fornminne      |
| Lärbro 475:1                  | Stensättning                     |              | Lärbro, Gotland     |       | 57.793198, 18.817161 | 10095104750001 | Ladda upp en bild av detta fornminne      |
| Lärbro 475:2                  | Stensättning                     |              | Lärbro, Gotland     |       | 57.793131, 18.816729 | 10095104750002 | Ladda upp en bild av detta fornminne      |
| Lärbro 476:1                  | Röse                             |              | Lärbro, Gotland     |       | 57.790860, 18.826106 | 10095104760001 | Ladda upp en bild av detta fornminne      |
| Lärbro 476:2                  | Röse                             |              | Lärbro, Gotland     |       | 57.790869, 18.826631 | 10095104760002 | Ladda upp en bild av detta fornminne      |
| Lärbro 477:1                  | Husgrund, förhistorisk/medeltida |              | Lärbro, Gotland     |       | 57.792102, 18.825136 | 10095104770001 | Ladda upp en bild av detta fornminne      |
| Lärbro 482:1                  | Stensättning                     |              | Lärbro, Gotland     |       | 57.805438, 18.831649 | 10095104820001 | Ladda upp en bild av detta fornminne      |
| Borgen (Lärbro 485:1)         | Husgrund, förhistorisk/medeltida |              | Lärbro, Gotland     |       | 57.826838, 18.850789 | 10095104850001 | Ladda upp en bild av detta fornminne      |
| Lärbro 485:2                  | Husgrund, förhistorisk/medeltida |              | Lärbro, Gotland     |       | 57.826724, 18.850297 | 10095104850002 | Ladda upp en bild av detta fornminne      |
| Lärbro 486:1                  | Husgrund, förhistorisk/medeltida |              | Lärbro, Gotland     |       | 57.838236, 18.859181 | 10095104860001 | Ladda upp en bild av detta fornminne      |
| Lärbro 487:1                  | Röse                             |              | Lärbro, Gotland     |       | 57.839854, 18.857256 | 10095104870001 | Ladda upp en bild av detta fornminne      |
| Lärbro 492:1                  | Stensättning                     |              | Lärbro, Gotland     |       | 57.837762, 18.858161 | 10095104920001 | Ladda upp en bild av detta fornminne      |
| Lärbro 493:1                  | Stensättning                     |              | Lärbro, Gotland     |       | 57.855138, 18.843970 | 10095104930001 | Ladda upp en bild av detta fornminne      |
| Lärbro 494:1                  | Stensättning                     |              | Lärbro, Gotland     |       | 57.852099, 18.839711 | 10095104940001 | Ladda upp en bild av detta fornminne      |
| Lärbro 499:1                  | Stensättning                     |              | Lärbro, Gotland     |       | 57.847673, 18.831137 | 10095104990001 | Ladda upp en bild av detta fornminne      |
| Lärbro 508:1                  | Hällristning                     |              | Lärbro, Gotland     |       | 57.797772, 18.804279 | 11100000001032 | Ladda upp en bild av detta fornminne      |
| Lärbro 511:1                  | Stensättning                     |              | Lärbro, Gotland     |       | 57.797613, 18.818509 | 10095105110001 | Ladda upp en bild av detta fornminne      |
| Lärbro 527:3                  | Stenkrets                        |              | Lärbro, Gotland     |       | 57.836215, 18.786210 | 10095105270003 | Ladda upp en bild av detta fornminne      |
| Lärbro 528:1                  | Stensättning                     |              | Lärbro, Gotland     |       | 57.833317, 18.770899 | 10095105280001 | Ladda upp en bild av detta fornminne      |
| Lärbro 528:2                  | Stenkrets                        |              | Lärbro, Gotland     |       | 57.833440, 18.770984 | 10095105280002 | Ladda upp en bild av detta fornminne      |
| Lärbro 534:1                  | Begravningsplats                 |              | Lärbro, Gotland     |       | 57.727344, 18.854185 | 10095105340001 | Ladda upp en bild av detta fornminne      |
| Lärbro 534:2                  | Minnesmärke                      |              | Lärbro, Gotland     |       | 57.727328, 18.854202 | 10095105340002 | Ladda upp en bild av detta fornminne      |
| Lärbro 535:1                  | Hällristning                     |              | Lärbro, Gotland     |       | 57.745252, 18.836467 | 11100000001033 | Ladda upp en bild av detta fornminne      |
| Lärbro 536:1                  | Hällristning                     |              | Lärbro, Gotland     |       | 57.788262, 18.786745 | 11100000001034 | Ladda upp en bild av detta fornminne      |
| Lärbro 536:2                  | Hällristning                     |              | Lärbro, Gotland     |       | 57.788262, 18.786745 | 11100000001035 | Ladda upp en bild av detta fornminne      |
| Lärbro 536:3                  | Hällristning                     |              | Lärbro, Gotland     |       | 57.788262, 18.786745 | 10095105360003 | Ladda upp en bild av detta fornminne      |
| Lärbro 548:1                  | Hällristning                     |              | Lärbro, Gotland     |       | 57.789173, 18.752458 | 11100000001130 | Ladda upp en bild av detta fornminne      |
| Lärbro 548:2                  | Hällristning                     |              | Lärbro, Gotland     |       | 57.789199, 18.752693 | 11100000001131 | Ladda upp en bild av detta fornminne      |
| Lärbro 549:1                  | Gravfält                         |              | Lärbro, Gotland     |       | 57.785474, 18.764862 | 10095105490001 | Ladda upp en bild av detta fornminne      |
| Lärbro 551:1                  | Röse                             |              | Lärbro, Gotland     |       | 57.797602, 18.750407 | 10095105510001 | Ladda upp en bild av detta fornminne      |
| Lärbro 552:1                  | Hällristning                     |              | Lärbro, Gotland     |       | 57.745221, 18.829172 | 11100000001132 | Ladda upp en bild av detta fornminne      |
| Lärbro 554:1                  | Hällristning                     |              | Lärbro, Gotland     |       | 57.742458, 18.838429 | 11100000001133 | Ladda upp en bild av detta fornminne      |
| Lärbro 558:2                  | Stensättning                     |              | Lärbro, Gotland     |       | 57.829379, 18.809307 | 10095105580002 | Ladda upp en bild av detta fornminne      |
| Lärbro 559:1                  | Stensättning                     |              | Lärbro, Gotland     |       | 57.828833, 18.809082 | 10095105590001 | Ladda upp en bild av detta fornminne      |
| Lärbro 561:1                  | Stensättning                     |              | Lärbro, Gotland     |       | 57.791945, 18.784817 | 10095105610001 | Ladda upp en bild av detta fornminne      |
| Lärbro 564:1                  | Röse                             |              | Lärbro, Gotland     |       | 57.792576, 18.771527 | 10095105640001 | Ladda upp en bild av detta fornminne      |
| Lärbro 568:1                  | Hällristning                     |              | Lärbro, Gotland     |       | 57.738507, 18.833095 | 11100000001134 | Ladda upp en bild av detta fornminne      |
| Lärbro 571:1                  | Stensättning                     |              | Lärbro, Gotland     |       | 57.777820, 18.836383 | 10095105710001 | Ladda upp en bild av detta fornminne      |
| Lärbro 572:1                  | Husgrund, förhistorisk/medeltida |              | Lärbro, Gotland     |       | 57.818664, 18.763340 | 10095105720001 | Ladda upp en bild av detta fornminne      |
| Lärbro 573:1                  | Grav övrig                       |              | Lärbro, Gotland     |       | 57.819109, 18.779539 | 10095105730001 | Ladda upp en bild av detta fornminne      |
| Lärbro 574:1                  | Röse                             |              | Lärbro, Gotland     |       | 57.818585, 18.781344 | 10095105740001 | Ladda upp en bild av detta fornminne      |
| Lärbro 576:1                  | Stensättning                     |              | Lärbro, Gotland     |       | 57.807668, 18.783076 | 10095105760001 | Ladda upp en bild av detta fornminne      |
| Lärbro 580:1                  | Röse                             |              | Lärbro, Gotland     |       | 57.801187, 18.814291 | 10095105800001 | Ladda upp en bild av detta fornminne      |
| Lärbro 580:2                  | Stensättning                     |              | Lärbro, Gotland     |       | 57.801032, 18.814152 | 10095105800002 | Ladda upp en bild av detta fornminne      |
| Lärbro 580:3                  | Stensättning                     |              | Lärbro, Gotland     |       | 57.801334, 18.814168 | 10095105800003 | Ladda upp en bild av detta fornminne      |
| Lärbro 580:4                  | Röse                             |              | Lärbro, Gotland     |       | 57.801529, 18.814490 | 10095105800004 | Ladda upp en bild av detta fornminne      |
| Lärbro 581:1                  | Röse                             |              | Lärbro, Gotland     |       | 57.802192, 18.815077 | 10095105810001 | Ladda upp en bild av detta fornminne      |
| Lärbro 581:2                  | Röse                             |              | Lärbro, Gotland     |       | 57.802347, 18.815234 | 10095105810002 | Ladda upp en bild av detta fornminne      |
| Lärbro 582:1                  | Gravfält                         |              | Lärbro, Gotland     |       | 57.804200, 18.814602 | 10095105820001 | Ladda upp en bild av detta fornminne      |
| Hellvi 4:1                    | Gravfält                         |              | Lärbro, Gotland     |       | 57.786875, 18.868819 | 10093700040001 | Ladda upp en bild av detta fornminne      |
| Hellvi 15:1                   | Gravfält                         |              | Lärbro, Gotland     |       | 57.792370, 18.884256 | 10093700150001 | Ladda upp en bild av detta fornminne      |
| Hellvi 17:1                   | Stensättning                     |              | Lärbro, Gotland     |       | 57.789068, 18.877212 | 10093700170001 | Ladda upp en bild av detta fornminne      |
| Hellvi 17:2                   | Stensättning                     |              | Lärbro, Gotland     |       | 57.788922, 18.877209 | 10093700170002 | Ladda upp en bild av detta fornminne      |
| Othem 32:5                    | Stensättning                     |              | Lärbro, Gotland     |       | 57.742517, 18.771282 | 10095700320005 | Ladda upp en bild av detta fornminne      |
| Hellvi 129:1                  | Stensättning                     |              | Lärbro, Gotland     |       | 57.785833, 18.861473 | 10093701290001 | Ladda upp en bild av detta fornminne      |
| Hellvi 138:1                  | Stensättning                     |              | Lärbro, Gotland     |       | 57.789797, 18.877095 | 10093701380001 | Ladda upp en bild av detta fornminne      |
| Hellvi 139:1                  | Stensättning                     |              | Lärbro, Gotland     |       | 57.789556, 18.879150 | 10093701390001 | Ladda upp en bild av detta fornminne      |
| Hellvi 139:2                  | Stensättning                     |              | Lärbro, Gotland     |       | 57.789556, 18.879150 | 10093701390002 | Ladda upp en bild av detta fornminne      |
| Hellvi 191:1                  | Stensättning                     |              | Lärbro, Gotland     |       | 57.792106, 18.886872 | 10093701910001 | Ladda upp en bild av detta fornminne      |
| Hellvi 192:1                  | Gravfält                         |              | Lärbro, Gotland     |       | 57.790558, 18.885555 | 10093701920001 | Ladda upp en bild av detta fornminne      |
| Hellvi 192:2                  | Stensättning                     |              | Lärbro, Gotland     |       | 57.790350, 18.885115 | 10093701920002 | Ladda upp en bild av detta fornminne      |